# Echinochloa
Echinochloa P.Beauv. é um género botânico pertencente à família Poaceae, subfamília Panicoideae, tribo Paniceae.
O gênero apresenta aproximadamente 115 espécies. Ocorrem na Europa, África, Ásia, Australásia, Pacífico, América do Norte e América do Sul.

## Principais espécies
- Echinochloa caudata Roshev.
- Echinochloa colona (L.) Link
- Echinochloa crus-galli (L.) Beauv.
- Echinochloa esculenta
- Echinochloa frumentacea  (Roxb.) Link
- Echinochloa longearistata Nash
- Echinochloa muricata (P. Beauv.) Fernald
- Echinochloa oryzoides (Ard.) Fritsch
- Echinochloa paludigena Wiegand
- Echinochloa stagnina (Retz.) P. Beauv.
- «PPP-Index Lista completa»